# Stockerston
Stockerston – wieś w Anglii, w hrabstwie Leicestershire, w dystrykcie Harborough. Leży 27 km na wschód od miasta Leicester i 126 km na północ od Londynu.